# 桃溪镇 (舒城县)
桃溪镇，是中华人民共和国安徽省六安市舒城县下辖的一个乡镇级行政单位。

## 行政区划
桃溪镇下辖以下地区：
街道社区、石河村、白鱼村、河东村、曙光村、三沟村、新民村、仓墩村、王泊村、金圩村、龙舒村、枣林村、四圩村、孔圩村和红光村。